# Resolución 2712 del Consejo de Seguridad de las Naciones Unidas
La resolución 2712 del Consejo de Seguridad de las Naciones Unidas, adoptada el 15 de noviembre de 2023, pidió pausas y corredores humanitarios en la Franja de Gaza durante la guerra entre Israel y Gaza de 2023-24. La resolución recibió el voto a favor de 12 de los países que constituían el Consejo de Seguridad, mientras que Rusia, el Reino Unido y Estados Unidos se abstuvieron.

## Votación
| A favor (12) | Abstención (3)                         | En contra (0) |
| --- | -------------------------------------- | ------------- |
| - Albania - Brasil - China - Ecuador - Francia - Gabón - Ghana - Japón - Malta - Mozambique - Suiza - Emiratos Árabes Unidos | - Rusia - Reino Unido - Estados Unidos |               |

- Los miembros permanentes del Consejo de Seguridad aparecen en negrita.

## Consecuencias
Tras la aprobación de la resolución, aumentaron las presiones sobre el gobierno israelí para que implementase un alto el fuego en la Franja de Gaza a fin de permitir un intercambio de prisioneros. El 24 de noviembre se alcanzó un alto el fuego de seis días de duración.
El alto el fuego terminó el 30 de noviembre, cuando Israel reanudó los combates en la Franja de Gaza.